# Музей Тиссена-Борнемисы
Национальный музей Тиссена-Борнемисы (исп. Museo Nacional Thyssen-Bornemisza) — до 1993 крупнейшая в мире частная картинная галерея (наряду с собранием британских монархов). Ныне государственная картинная галерея в Мадриде. Входит в «Золотой треугольник искусств» испанской столицы вместе с Прадо и Центром искусств королевы Софии.
Музей Тиссена-Борнемисы является великолепным дополнением к коллекциям своих соседей по треугольнику: в отличие от Прадо в нём представлены работы итальянских примитивистов и живописцев английской, голландской и немецкой школ, в отличие от Центра искусств собрание Тиссена-Борнемисы включает в себя импрессионистов, экспрессионистов, а также европейские и американские полотна второй половины XX века.
Коллекция занимает дворец Вильяэрмоса недалеко от Прадо. Отдельные произведения экспонируются также в Национальном музее искусства Каталонии в Барселоне.
Когда-то это была вторая по величине частная коллекция в мире после Британской королевской коллекции, насчитывающая более 1600 картин.

## История

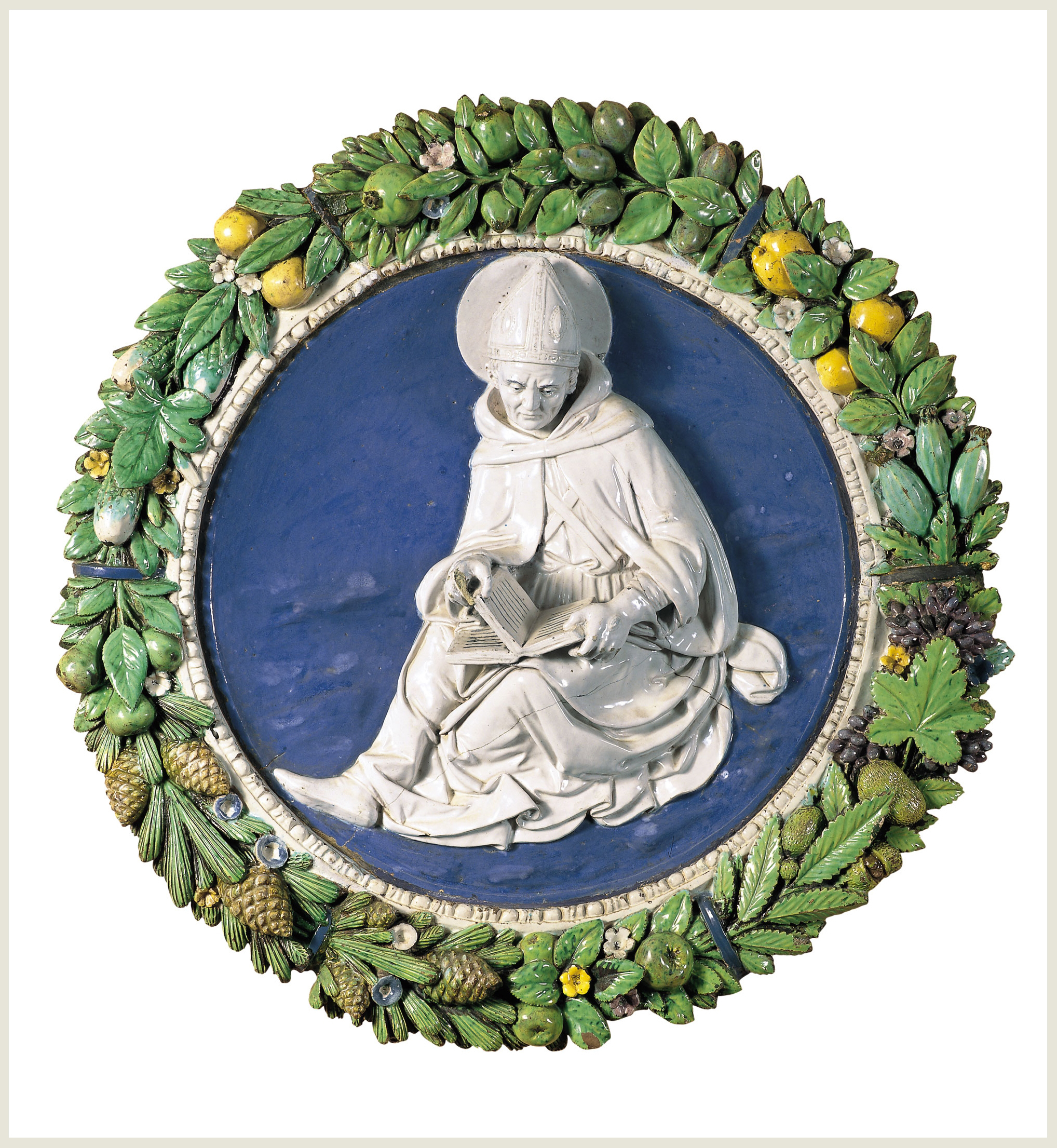
Майоликовое панно «Святой Августин» Андреа делла Роббиа, выполненное около 1490 года, из коллекции музея.

В начале XX века происходил массовый переток «старых мастеров» из частных собраний Европы в США. В 1920-е годы крупнейший немецкий промышленник, барон Генрих Тиссен-Борнемиса, стал выкупать шедевры из американских собраний, чьи владельцы испытывали финансовые затруднения в связи с Великой депрессией, и возвращать их в Европу.
Из собрания Отто Кана барон приобрёл первый в истории западного искусства живописный портрет человека в полный рост («Молодой рыцарь на фоне пейзажа» Витторе Карпаччо), из собрания Пьерпонта Моргана — знаменитый портрет Джованны Торнабуони. Он выкупал произведения искусства у других немецких промышленников и у собственных родственников. В целом же старший барон предпочитал живопись XIX и XX веков. Основная часть собрания была размещена вдали от туристических маршрутов, на бывшей вилле принца Фридриха Леопольда на берегу Луганского озера.
В 1986 году барон Ганс Тиссен-Борнемиса объявил, что ищет новый дом для своего художественного собрания, которое к тому времени считалось крупнейшей частной коллекцией мира. Оно досталось Испании в упорном состязании с другими странами. Решающим оказалось слово жены барона Тиссена, бывшей «мисс Испания», Кармен Серверы. Музей Тиссена-Борнемисы официально открылся в 1992 году, в нем было представлено 715 произведений искусства. Сначала картинная галерея приехала в Мадрид на период в девять с половиной лет. В 1993 года при содействии баронессы Тиссен правительство Испании приобрело коллекцию в собственность за символическую сумму в 44 100 млн песет (232 млн фунтов стерлингов).

## Коллекция

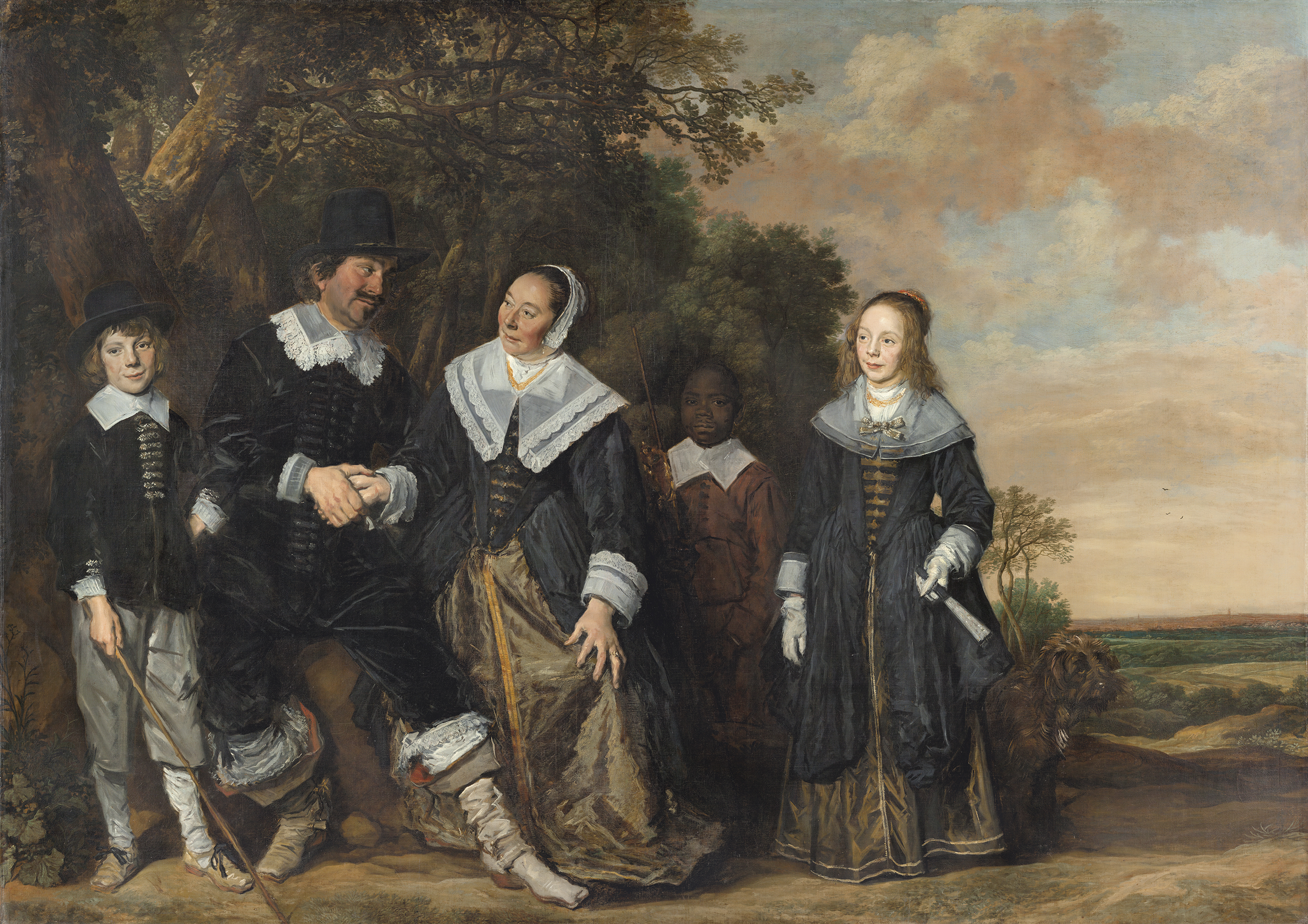
Франц Хальс, «Семейный портрет на фоне пейзажа», 1645—1648

В настоящее время коллекция музея охватывает восемь столетий европейской живописи, не претендуя на полноту её освещения, а скорее очерчивая её основные направления. Одно из центральных мест в собрании занимают ранние европейские мастера: значительная коллекция треченто и кватроченто (XIV и XV вв.), произведения итальянских художников — Дуччо и его современников, работы ранних фламандских, голландских и немецких мастеров, как Ян ван Эйк, Альбрехт Дюрер и Ганс Гольбейн.
В коллекции широко представлены известные художники эпохи ренессанса и барокко, включая Пьеро делла Франческа, Джамбаттиста Питтони, Рафаэля, Тициана, Рубенса. Серьёзный раздел экспозиции музея составляют полотна импрессионистов и пост-импрессионистов — Клода Моне, Огюста Ренуара, Винсента ван Гога, а также шедевры живописи XX века — кубистская работа Пикассо и поздняя работа Пита Мондриана.
Также оказывается весьма своеобразной коллекция североамериканской живописи XIX века, практически неизвестной в Европе и занимающей в музее четыре зала.

## Галерея

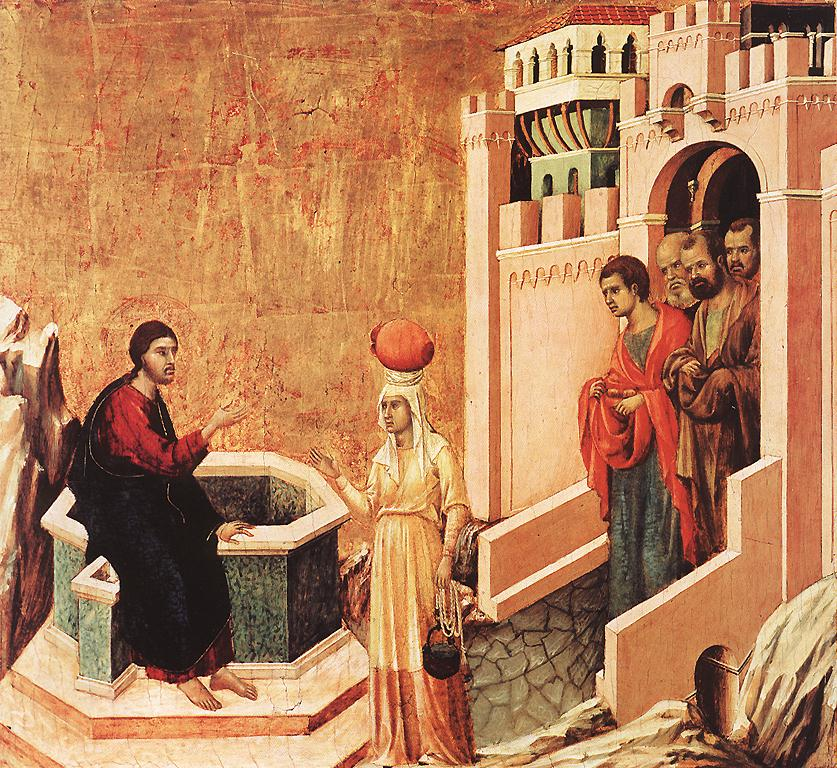
Дуччо, «Иисус и самаритянка», 1310—1311
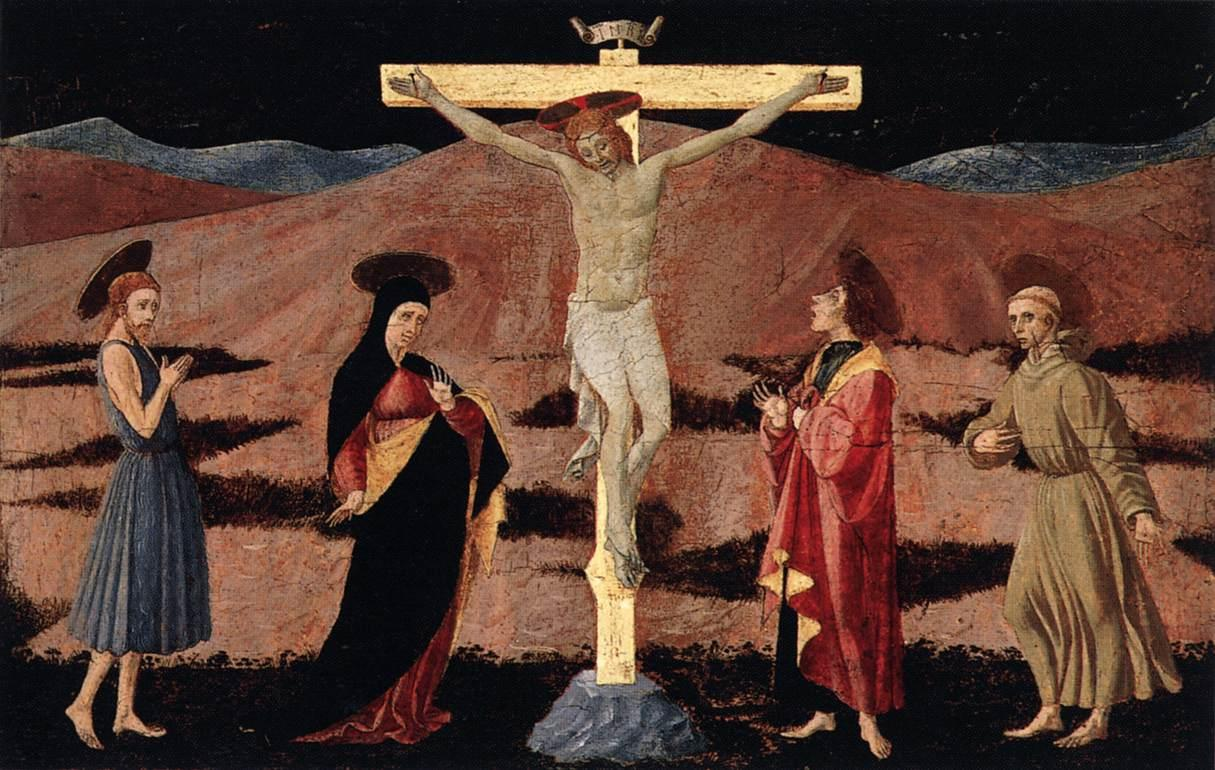
Учелло
Витторе Карпаччо, «Молодой рыцарь на фоне пейзажа», 1510
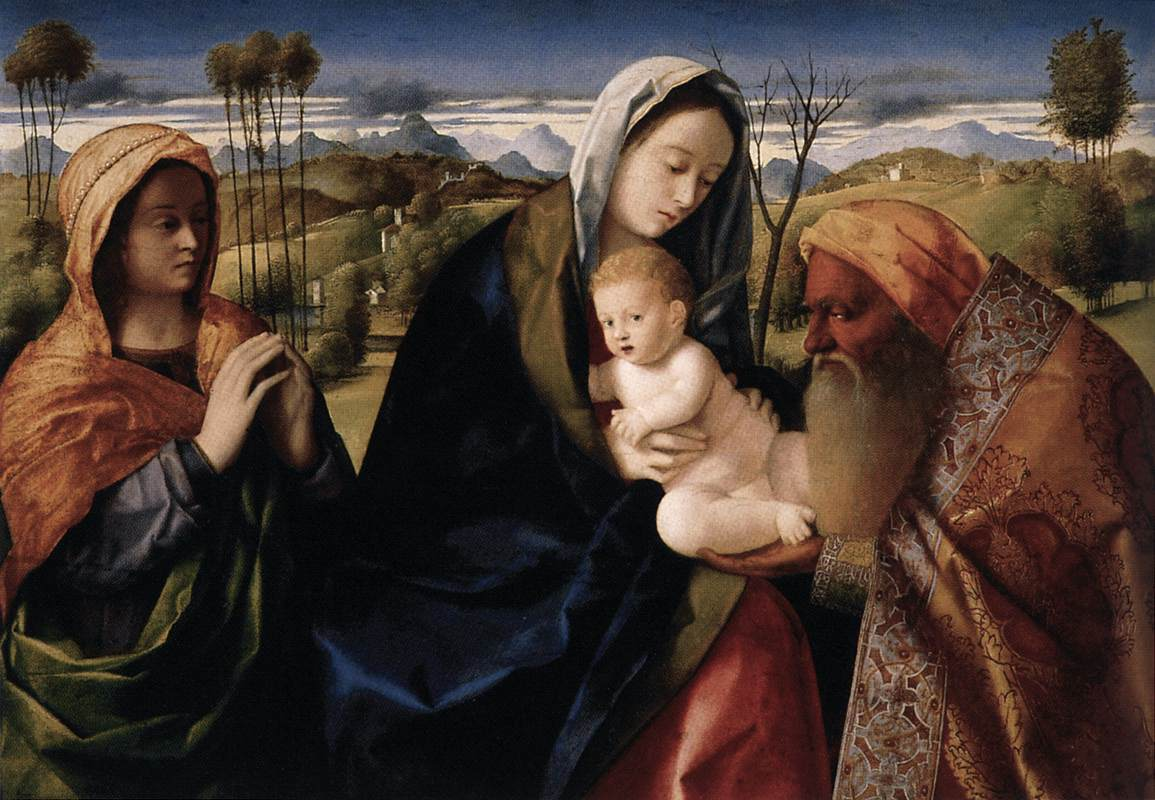
Джованни Беллини
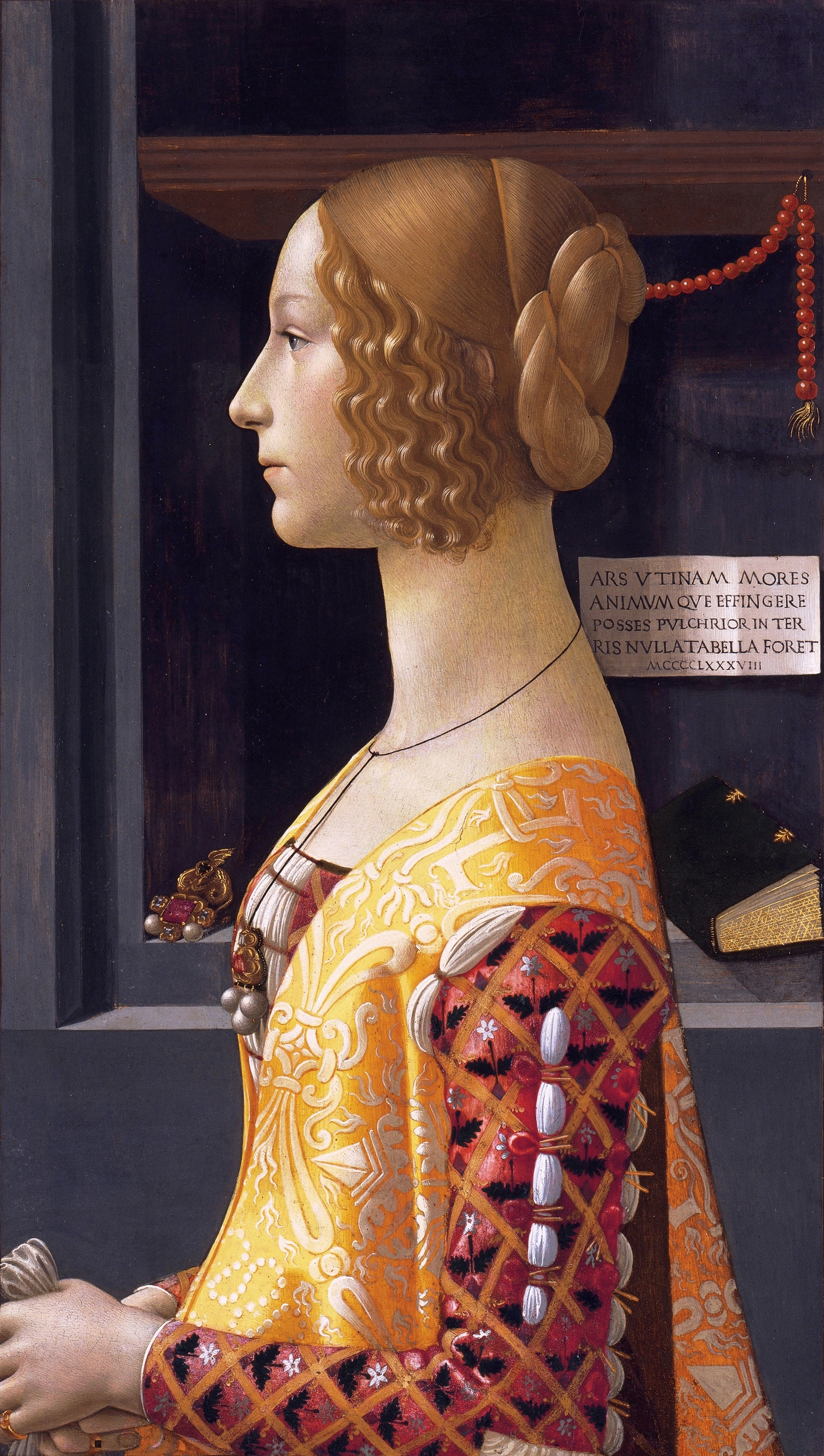
Доменико Гирландайо, «Портрет Джованны дельи Альбицци Торнабуони», 1489—1490
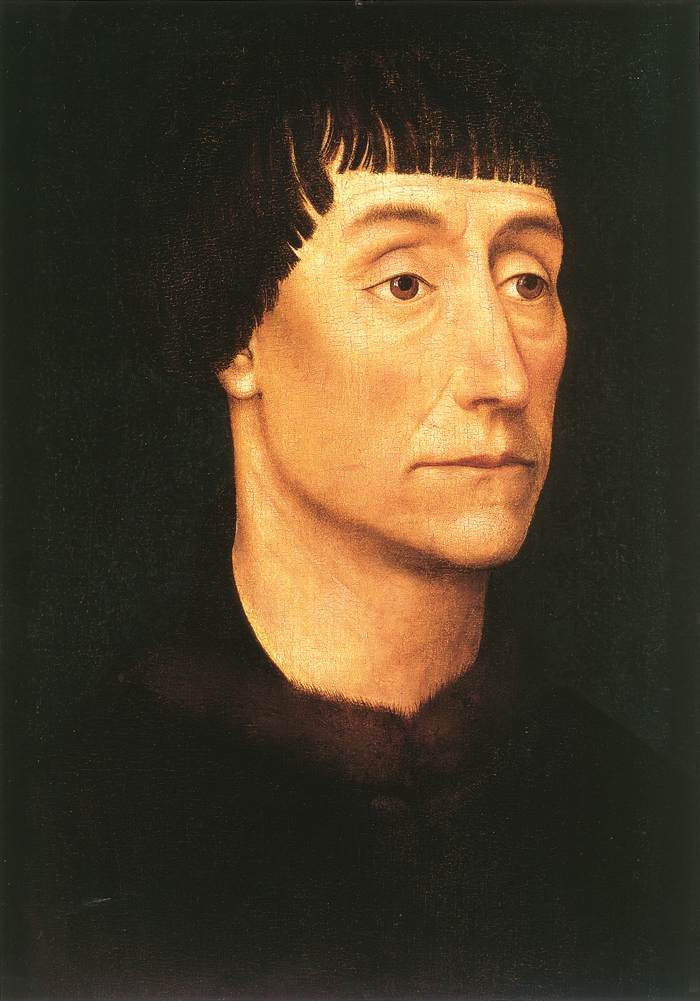
Рогир ван дер Вейден
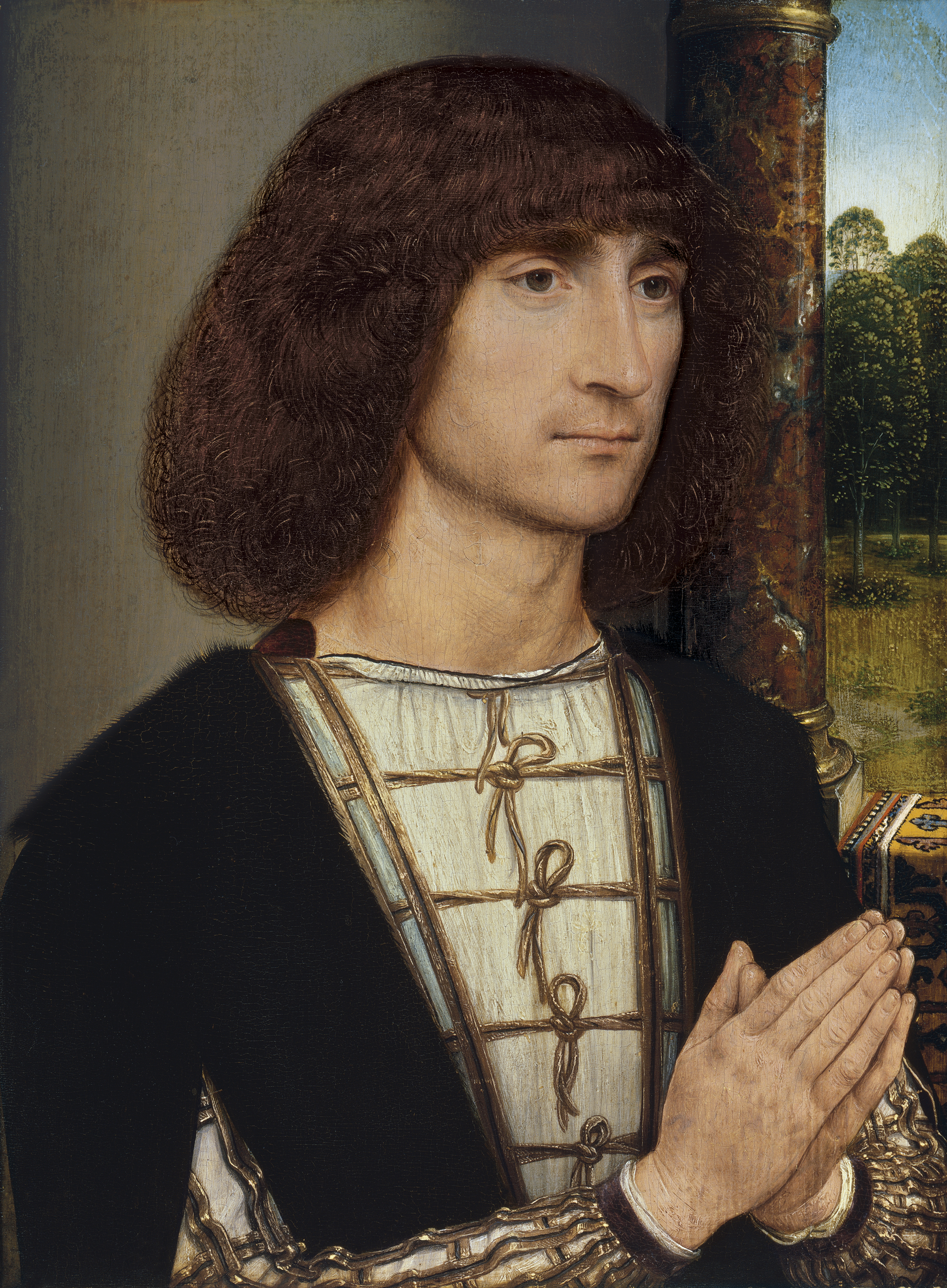
Ханс Мемлинг
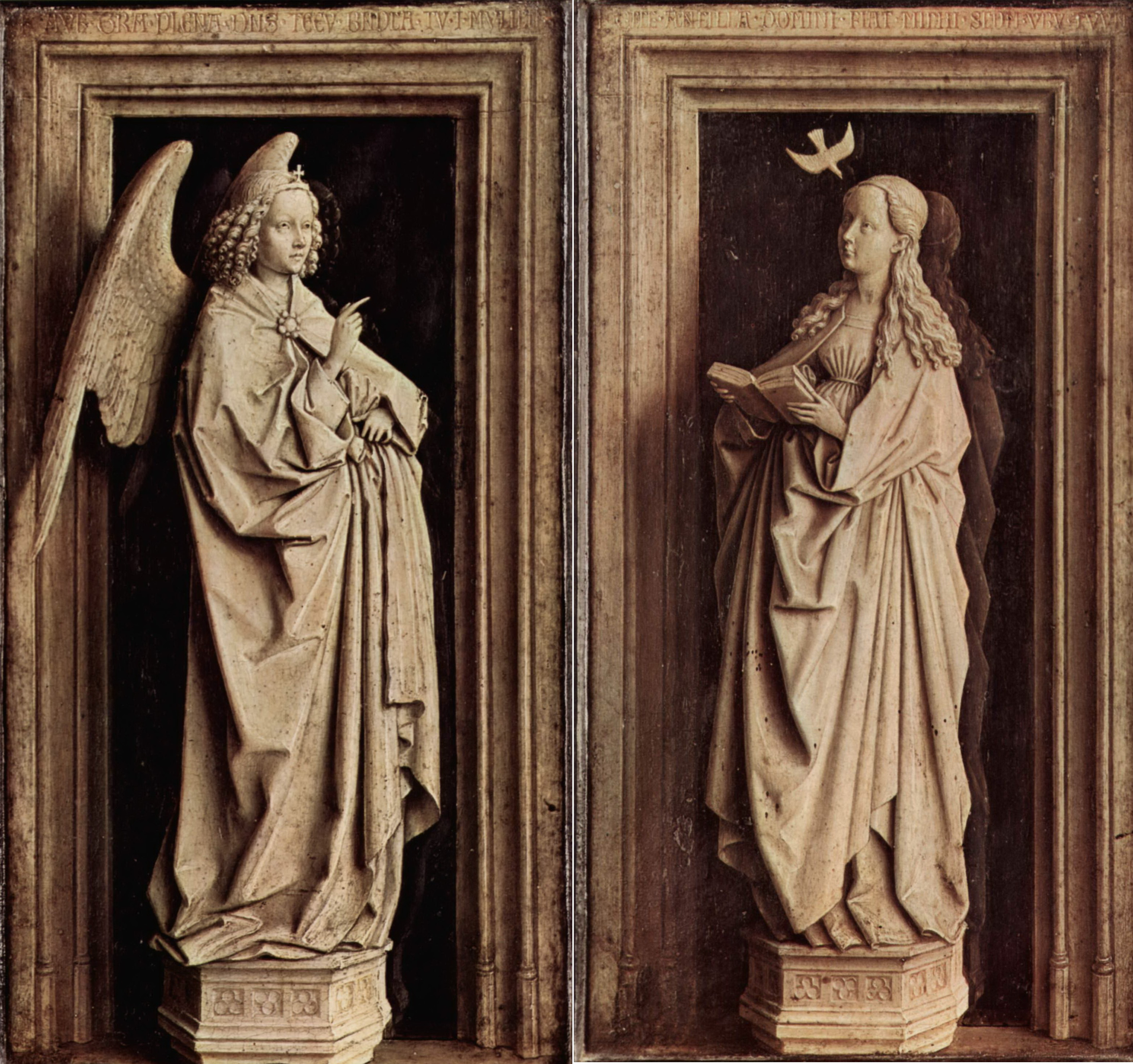
Ян ван Эйк, Диптих «Благовещенье», ок. 1433—1435
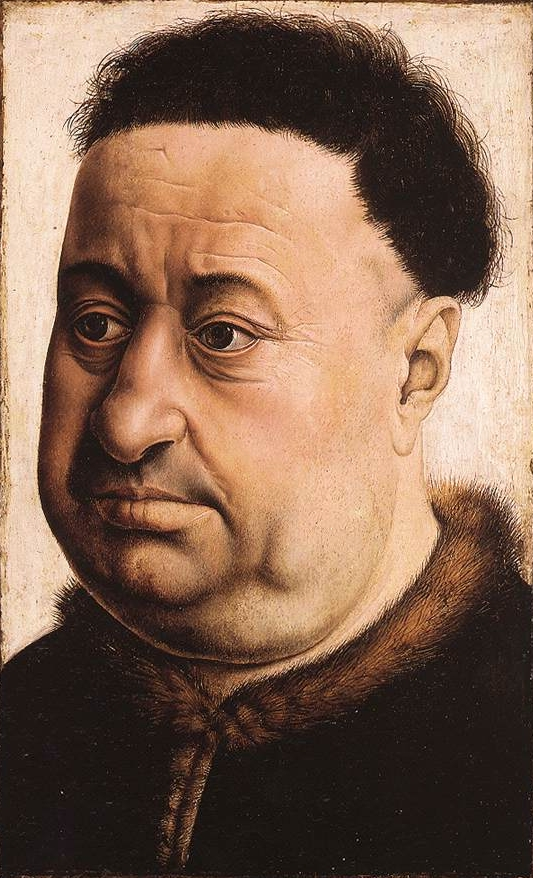
Робер Кампен
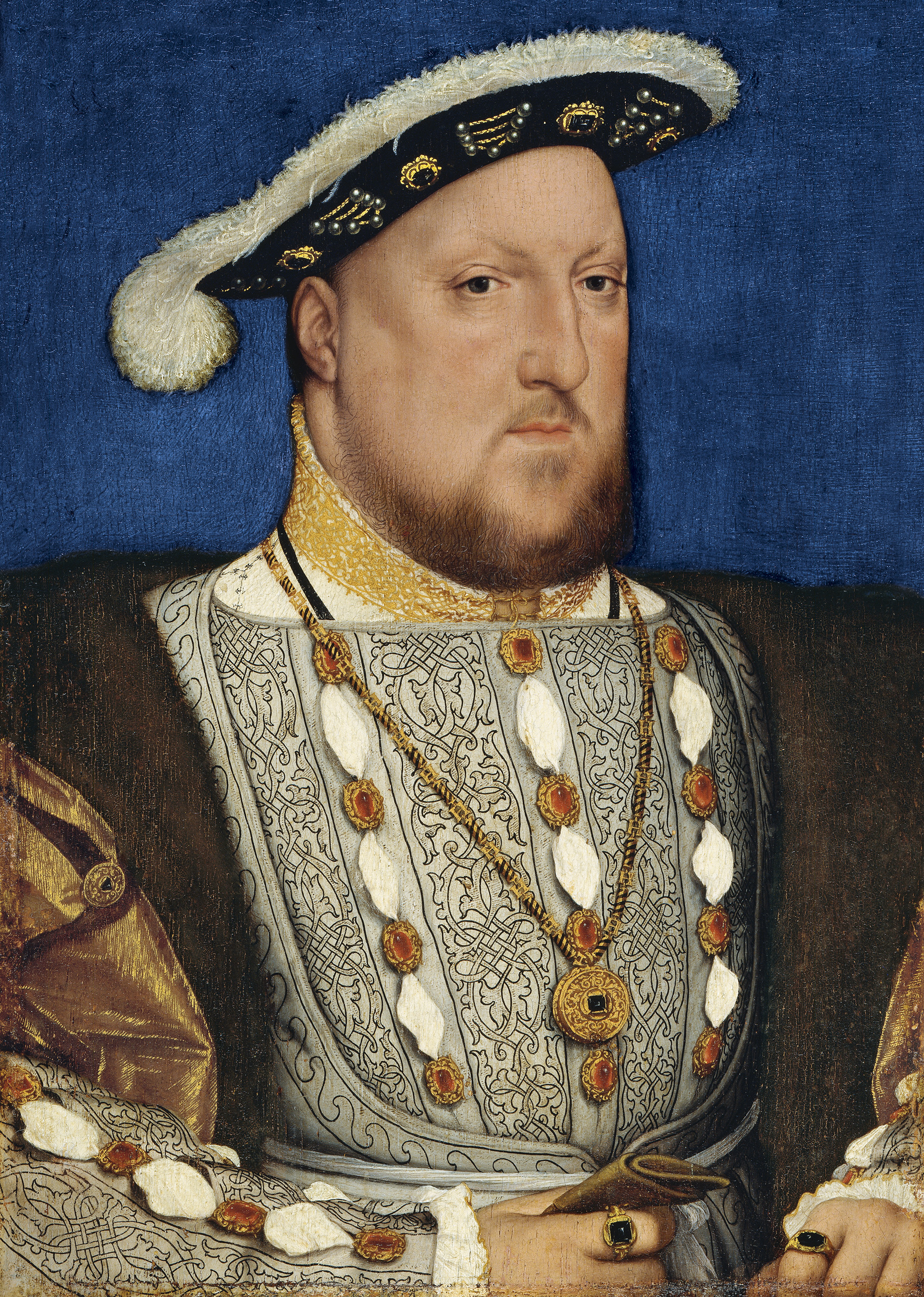
Ганс Гольбейн, «Портрет Генриха VIII Английского», ок. 1537
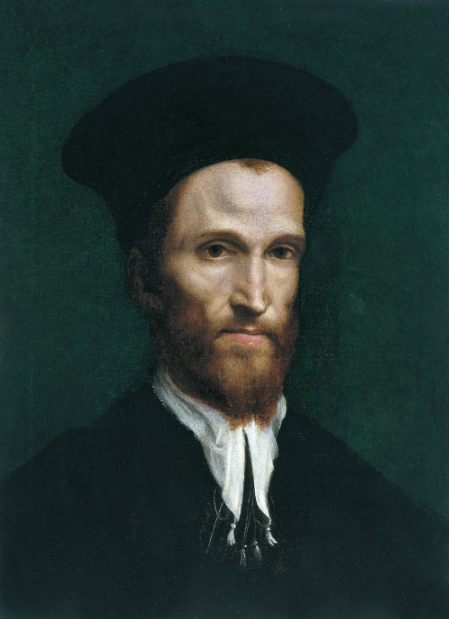
Корреджо
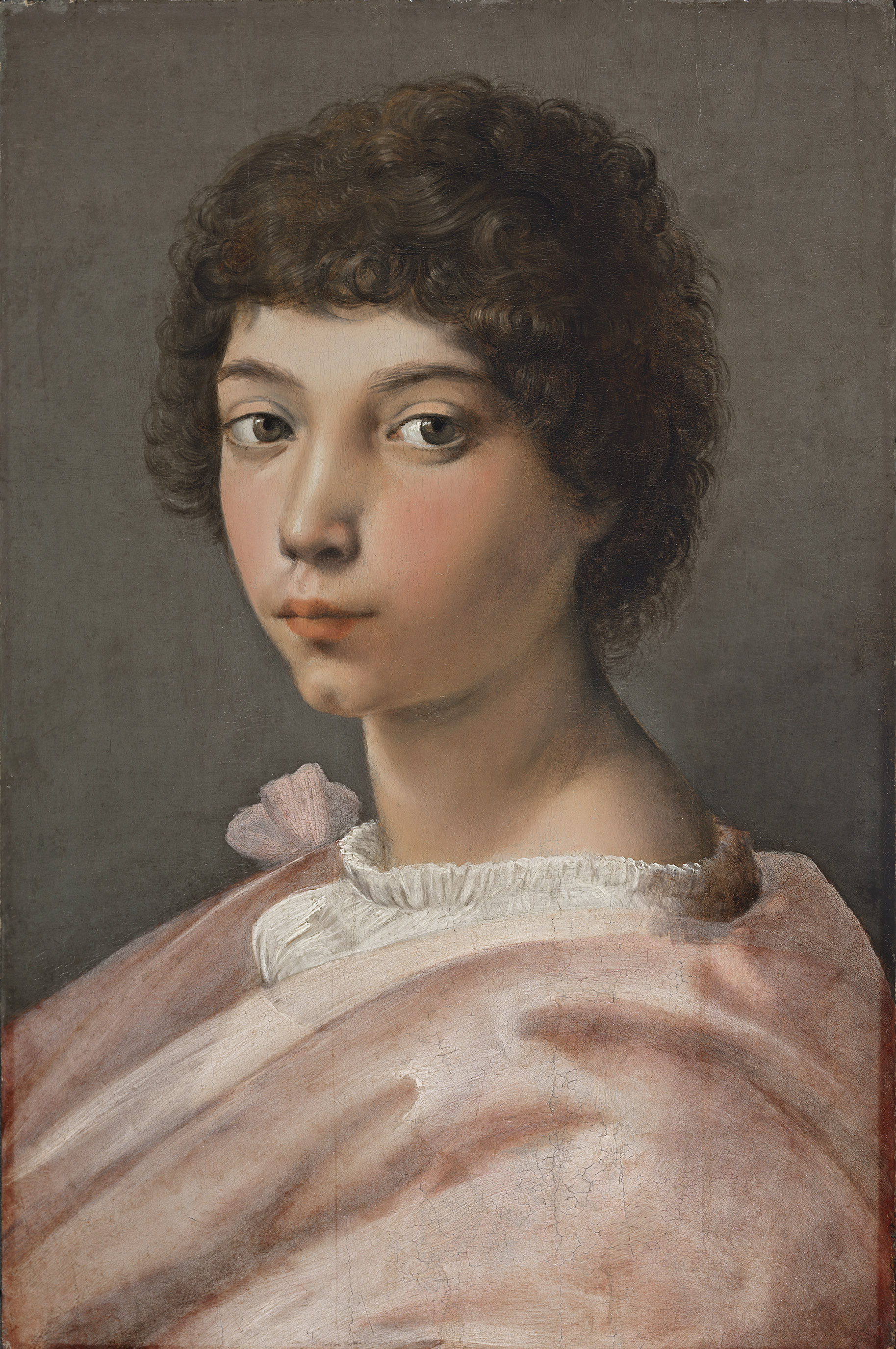
Рафаэль
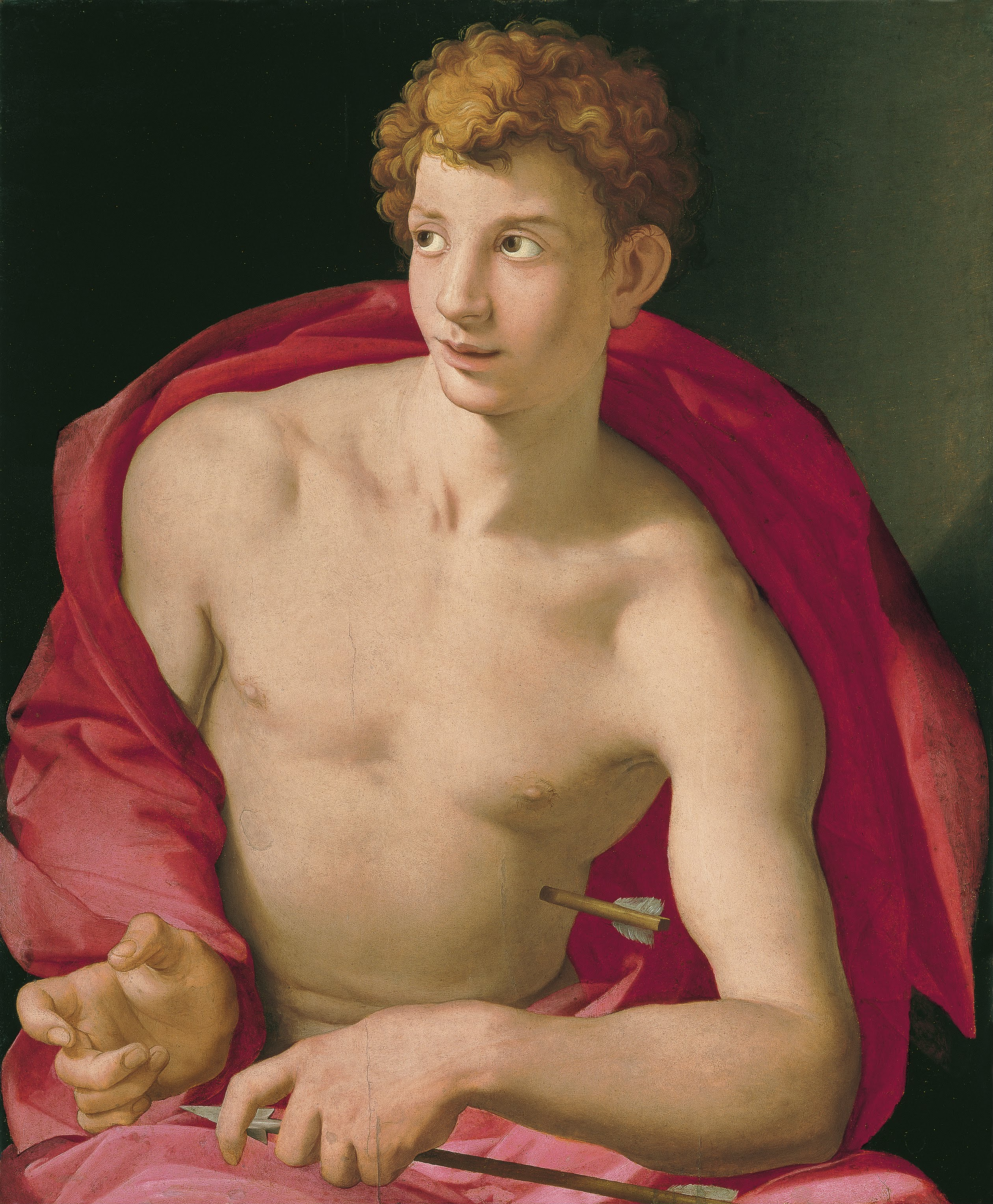
Бронзино
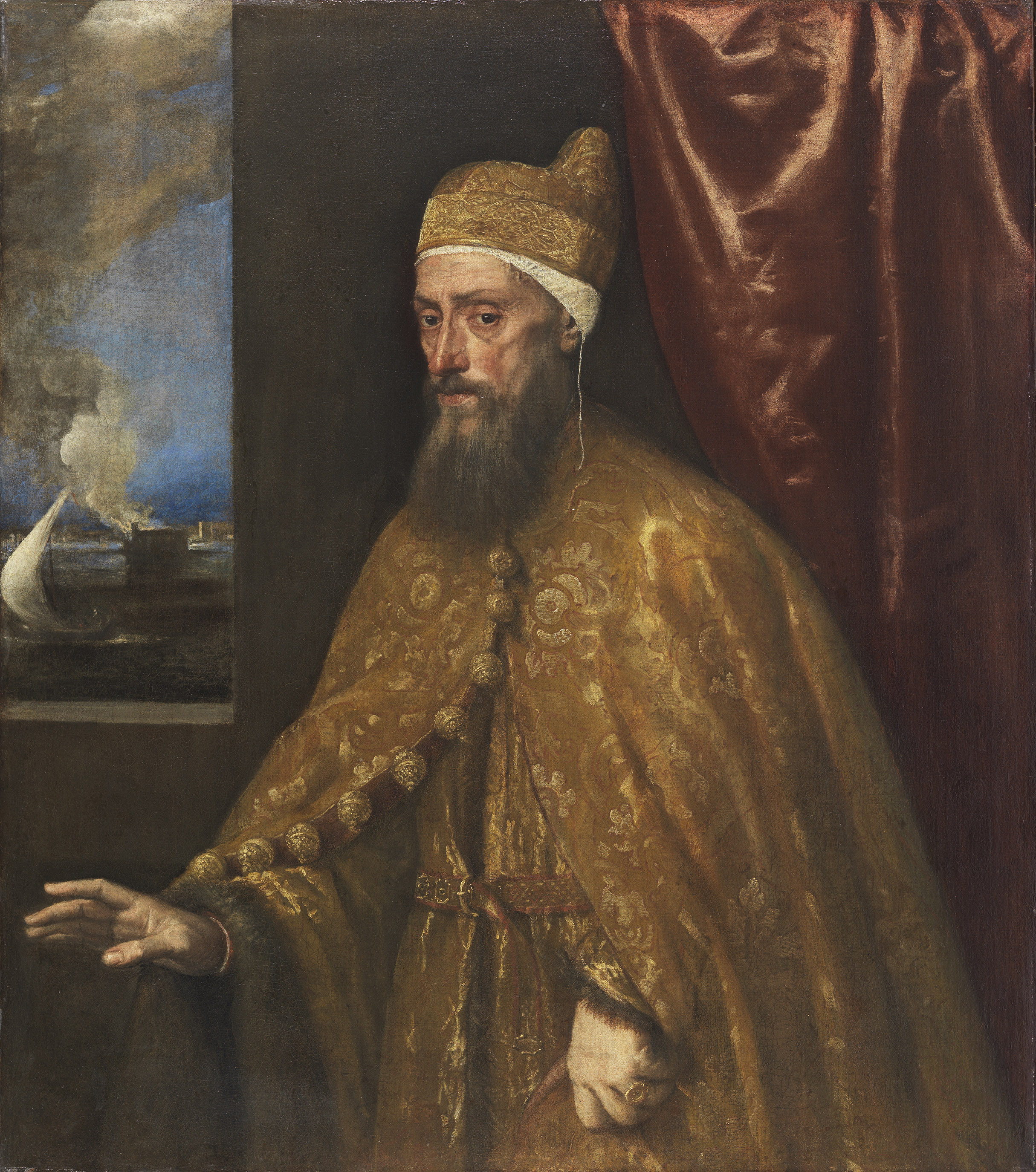
Тициан
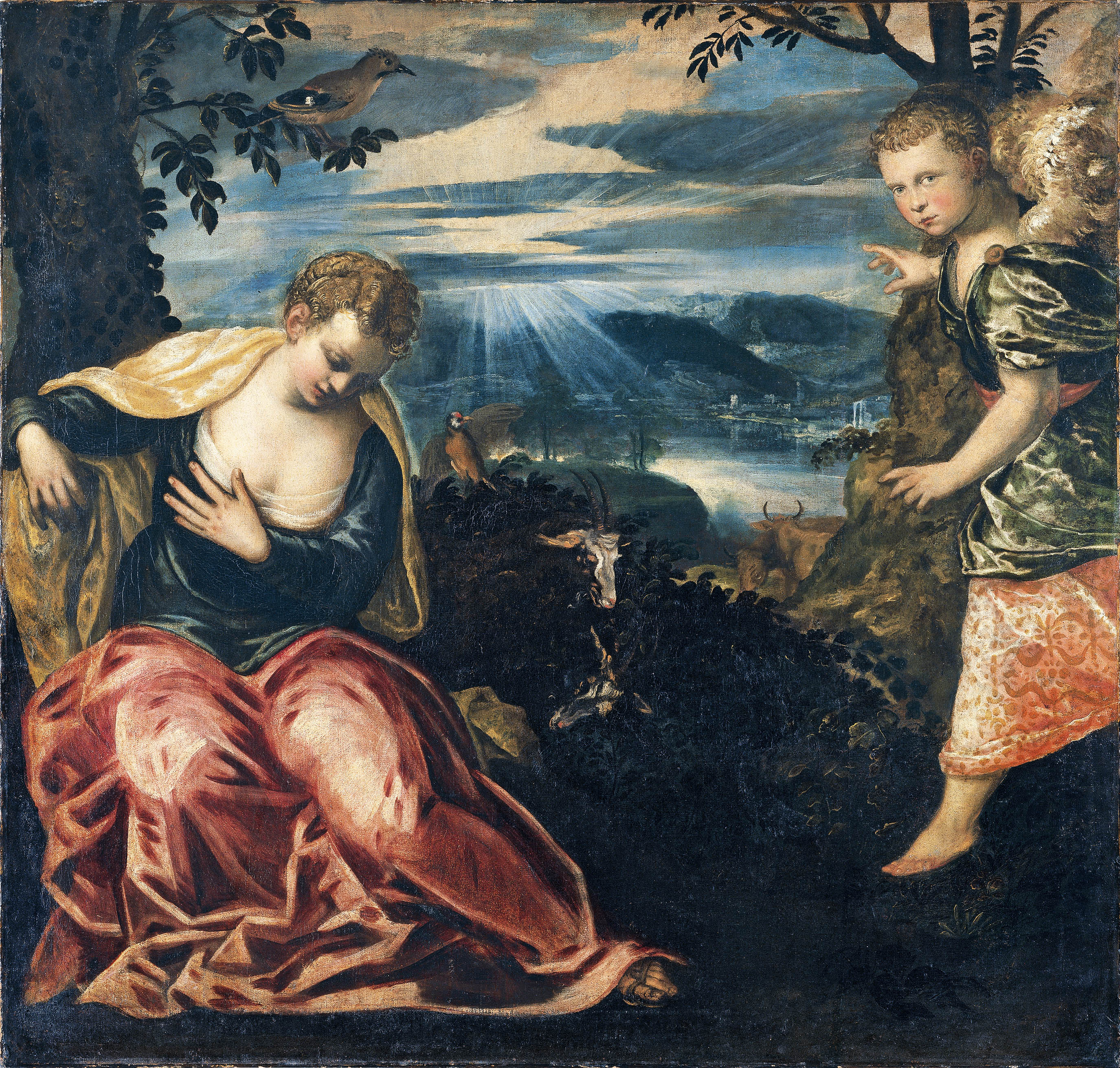
Тинторетто
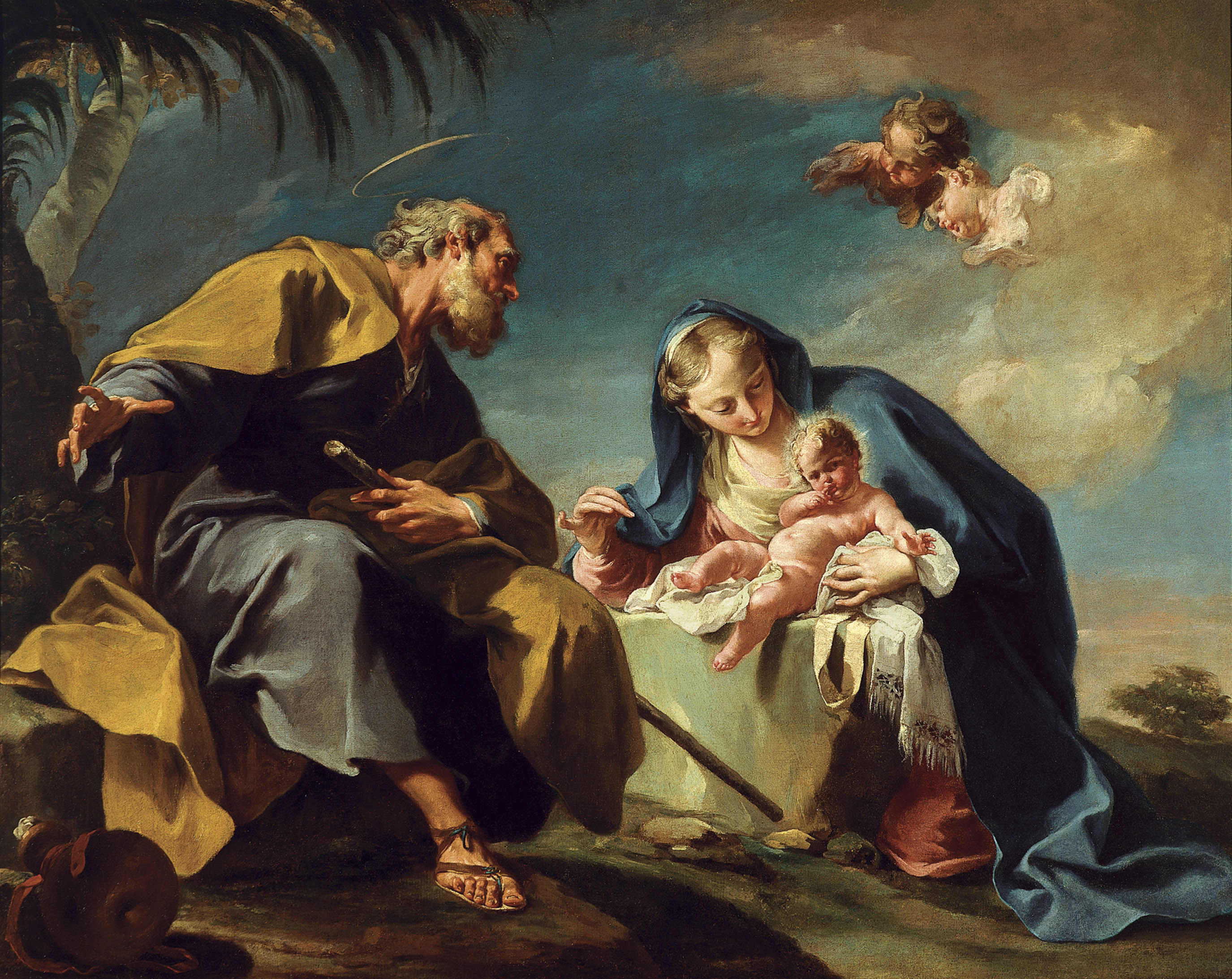
Питтони
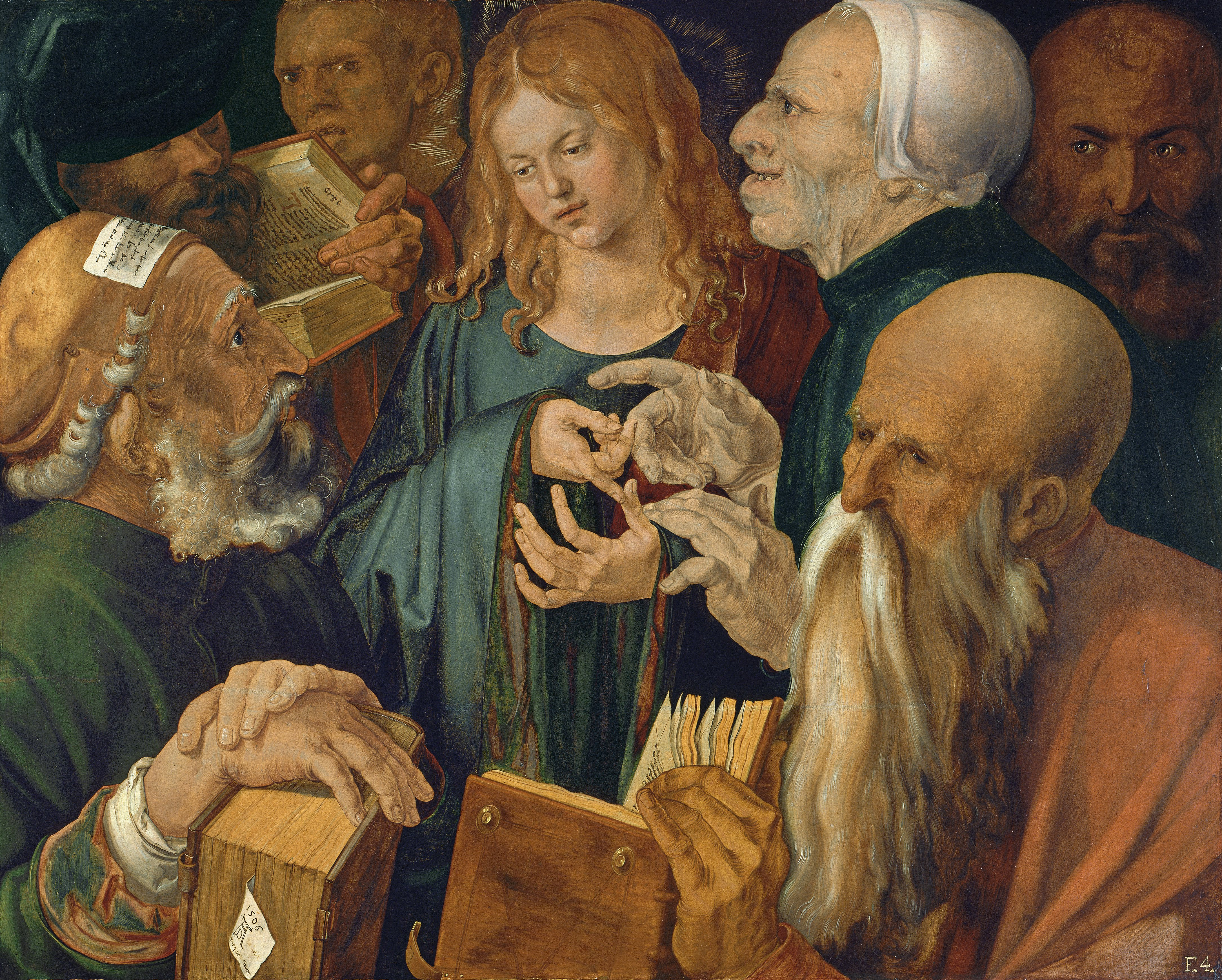
Альбрехт Дюрер, «Христос среди книжников», 1506
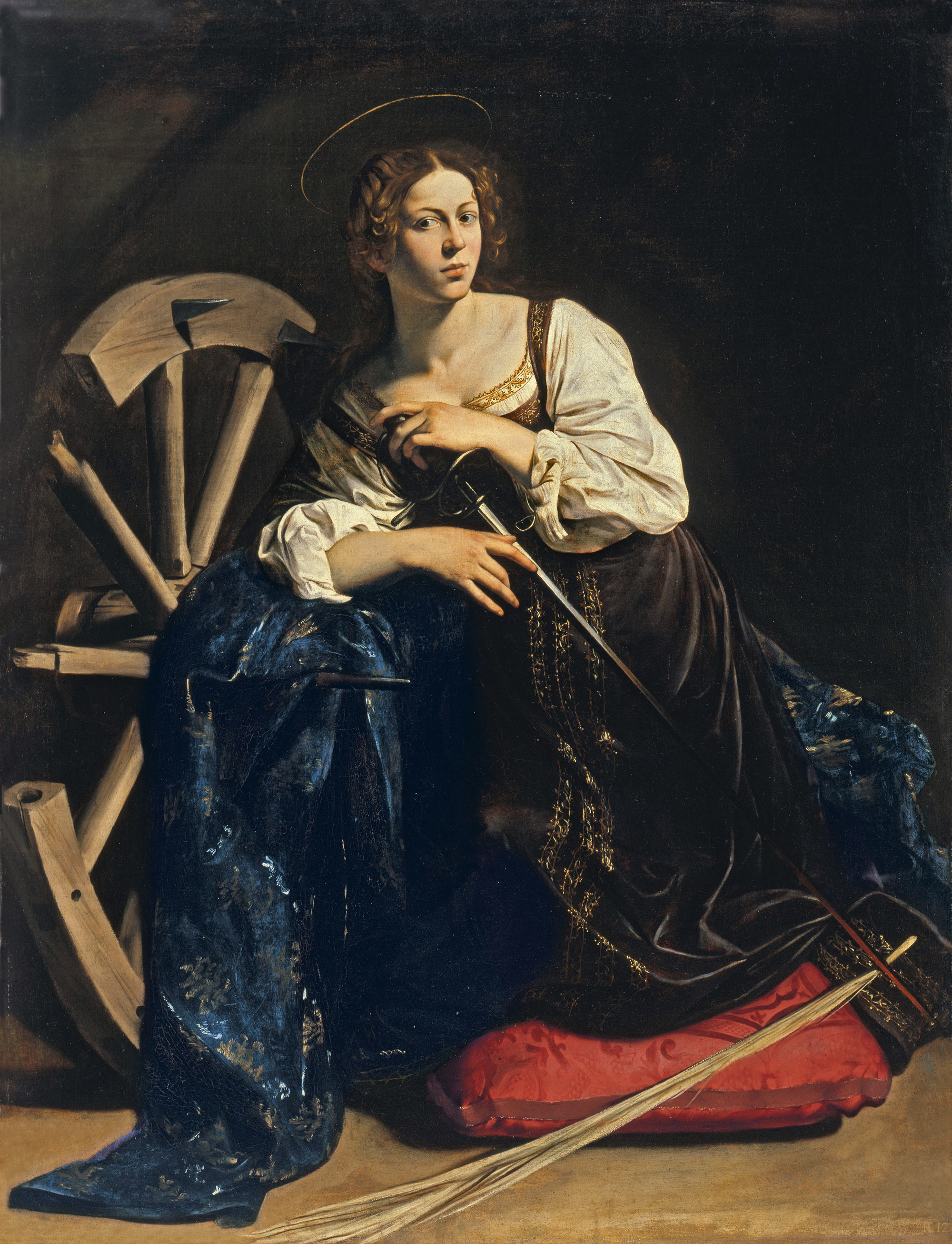
Караваджо, «Святая Екатерина Александрийская», ок. 1598
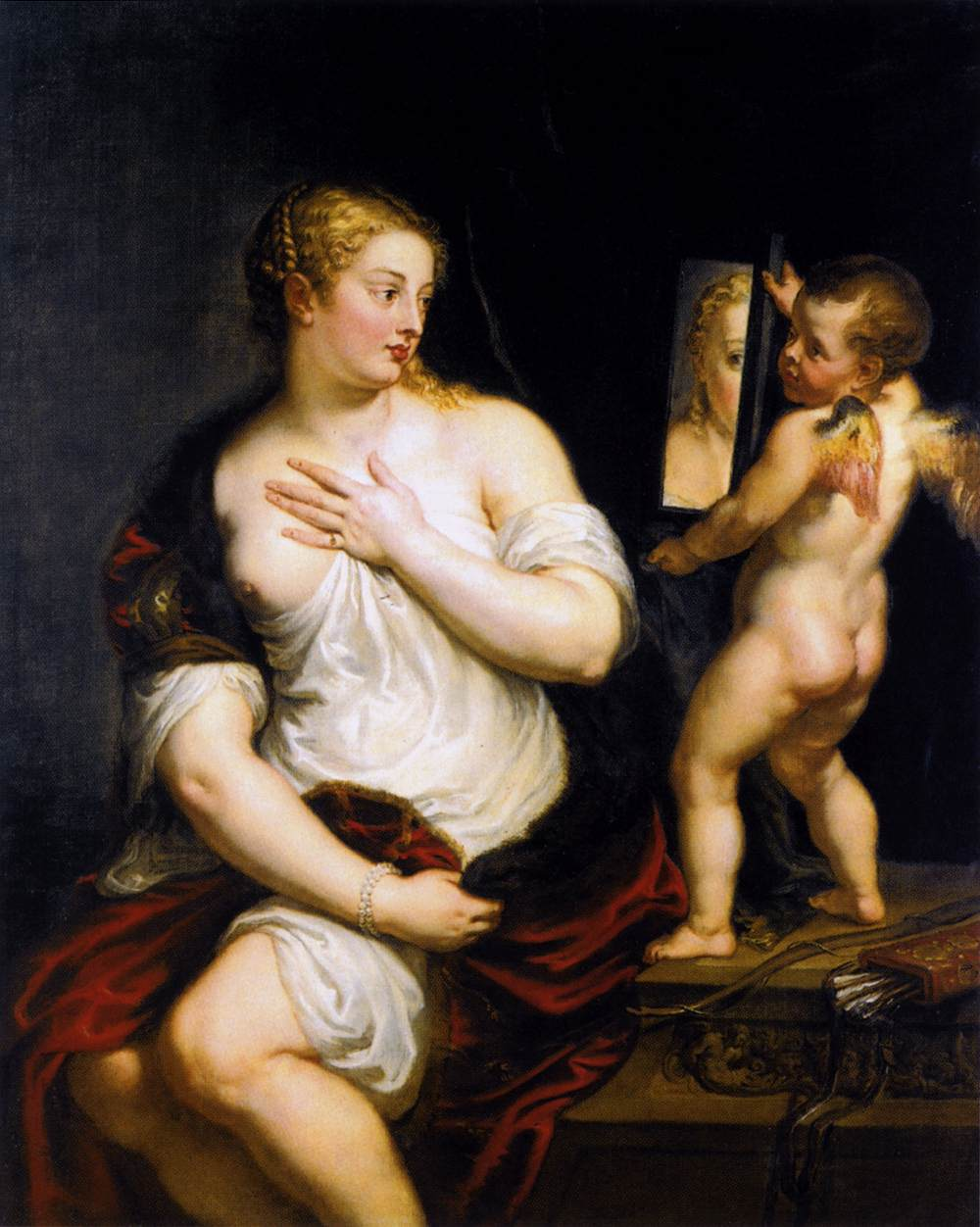
Рубенс, «Туалет Венеры», ок. 1606—1611
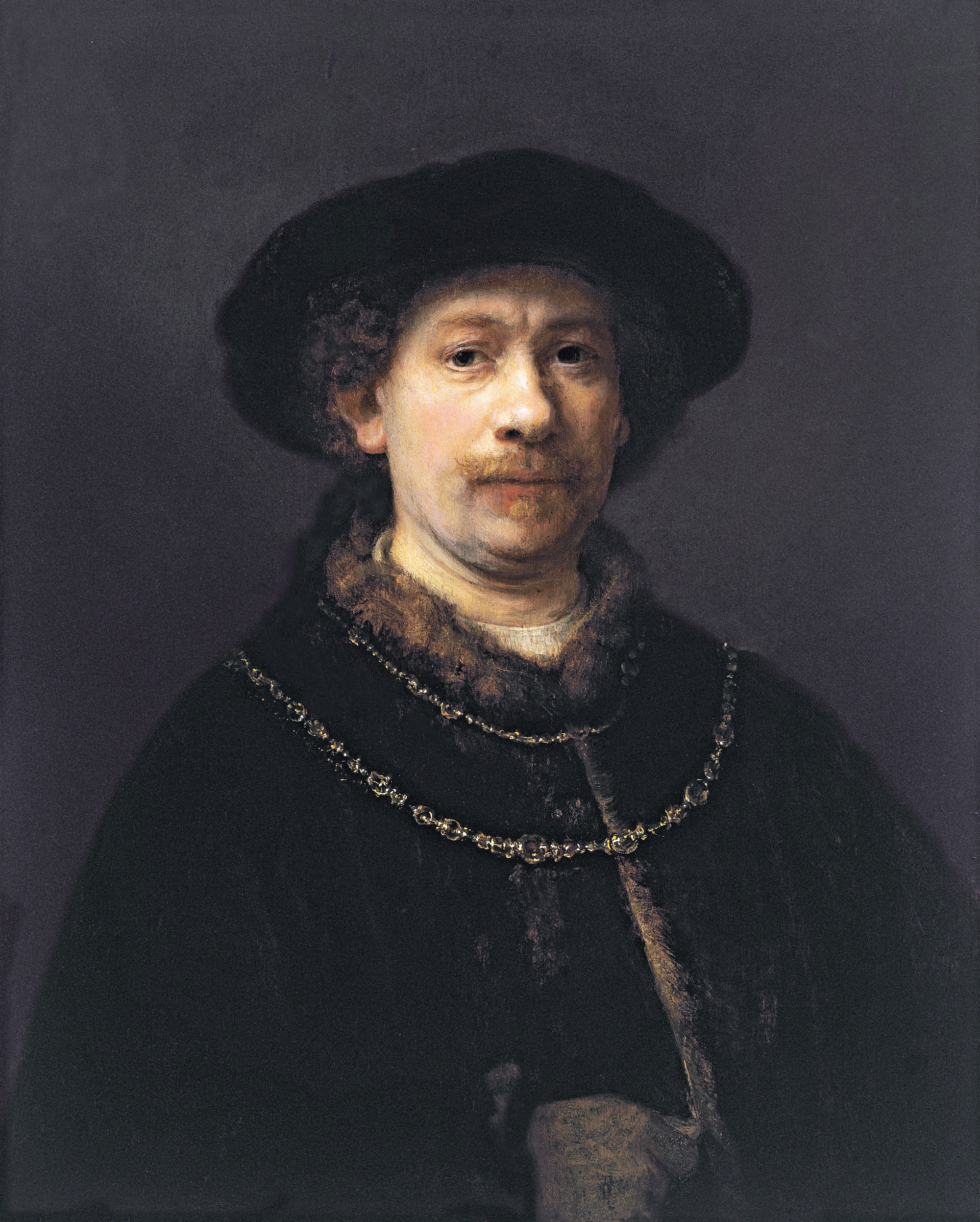
Рембрандт, «Автопортрет в берете с двумя золотыми цепями», ок. 1642—1643